# Боровиковский сельсовет
Боровиковский сельсовет (бел. Баравіко́ўскі сельсавет) — административная единица на территории Светлогорского района Гомельской области Республики Беларусь. Административный центр — агрогородок Боровики.

## История
В 2009 году в состав Осташковичского сельсовета включены деревни Чкалово и Пожихарь, входившие в состав Боровиковского сельсовета.

## Состав
Боровиковский сельсовет включает 10 населённых пунктов:
- Александровка — деревня
- Боровики — агрогородок
- Еланы — деревня
- Затон — деревня
- Присторань — деревня
- Самораж — деревня
- Селищи — деревня
- Хутор — агрогородок
- Шупейки — деревня
- Якимова Слобода — деревня

## Достопримечательность
- Памятник "Скорбящая мать" в агрогородке Хутор